# Holger Mosbech
Niels Holger Søren Larsen Mosbech (18. marts 1886 i Mosbjerg – 3. september 1953 i København) var en dansk teolog, professor i nytestamentlig eksegese ved Københavns Universitet fra 1936 til sin død. Fra 1936 til 1940 var han ekstraordinær professor.
Mosbech blev student fra Aalborg Katedralskole i 1904, cand.theol. i 1910 og lic.theol. i 1916.